# Ägyptisch-portugiesische Beziehungen
Die ägyptisch-portugiesischen Beziehungen umfassen die bilateralen Beziehungen zwischen Ägypten und Portugal. Die Länder unterhalten seit 1942 direkte diplomatische Beziehungen.
Ihre Beziehungen gelten heute als ausgezeichnet. Neben historischen Berührungspunkten und dem wachsenden bilateralen Handel arbeiten beide Staaten in einer Reihe multilateraler Organisationen zusammen, darunter die Euro-mediterrane Partnerschaft (Barcelona-Prozess), die Union für den Mittelmeerraum, das Mittelmeer-Forum, das Übereinkommen von Barcelona, das FEMISE-Forum und der Europa-Afrika-Dialog der EU-Kommission, neben der gemeinsamen Arbeit in den UNO-Organisationen.

## Geschichte

### Bis 1800

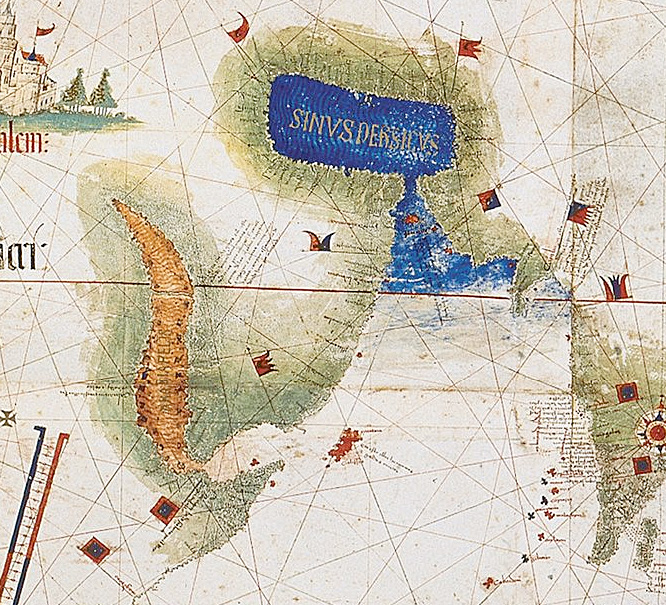
Detail der Cantino-Planisphäre, eine portugiesische Weltkarte aus dem Jahr 1502: rund um den Indischen Ozean zwischen Persischem Golf, der Straße von Hormus (blau), der Insel Sokotra (rot) und dem Roten Meer (orange) trafen ägyptische und portugiesische Seekräfte Anfang des 16. Jh. immer wieder aufeinander, im Kampf um die Hoheit über den Indienhandel.

Seit der Antike bestehen Verbindungen zwischen beiden Ländern. So gehörten beide zu den Handelsrouten der Phönizier und der Griechen, die auch eigene Handelsposten und Kolonien in beiden Ländern gründeten. Später gehörten beide zum Römischen Reich, Portugal als Provinz Lusitania vom 2. Jh. v. Chr. bis ins 5. Jh. n. Chr., Ägypten als Provinz Aegyptus von 30 n. Chr. bis zur islamischen Expansion 642 n. Chr. Seit der arabischen Eroberung Portugals 711 n. Chr. gehörten Portugal (als Teil des al-Andalus) und Ägypten dann wieder einer gemeinsamen Einflusszone an.
Während Portugal ab 1139 seine Unabhängigkeit erreichte und seine christliche Reconquista 1251 abschloss, entstand ab 1250 das Ägyptische Mamlukensultanat. Hier kam es erstmals zu ägyptisch-portugiesischen Konfrontationen, als Kreuzfahrer, darunter Portugiesen, Kreuzfahrerstaaten im Nahen Osten gegründet hatten, die nun von den ägyptischen Mamluken zurückerobert wurden.
Im 15. Jahrhundert stieg Portugal dann zur Weltmacht auf, insbesondere nach der Entdeckung des Seewegs nach Indien durch Vasco da Gama (1498). Parallel kamen portugiesische Seefahrer auch nach Ägypten, etwa Pêro da Covilhã (1491).
Nachdem eine ägyptische Flotte in der Seeschlacht vor dem westindischen Chaul 1508 die Portugiesen zunächst besiegt hatte, setzten diese sich in der Seeschlacht von Diu 1509 gegen die Flotte des ägyptischen Mamlukensultans al-Ghuri durch und beendeten endgültig die ägyptische Hoheit auf der Handelsroute nach Indien und Fernost.
Der lukrative Indienhandel wurde nun zunehmend von den Portugiesen kontrolliert, was zur Verarmung Ägyptens führte, das von den bisherigen Routen des Indienhandels profitiert hatte. 1517 eroberten die Osmanen Ägypten, das im Indischen Ozean weiter gegen die aufsteigende Seemacht Portugals kämpfte. Im Zuge dieser anhaltenden Portugiesischen Expansion kamen die Portugiesen auch ins Rote Meer. Estêvão da Gama, Sohn Vasco da Gamas und seit 1540 Gouverneur von Portugiesisch-Indien, kämpfte hier gegen die Osmanen in Ägypten.
Den Portugiesen gelang im Roten Meer jedoch keine dauerhafte Präsenz. Der von ihnen 1520 eingenommene Hafen von Massaua wurde 1557 von den Osmanen erobert und die Portugiesen wurden danach immer weiter von hier verdrängt.

### Seit 1800
Nach Napoleons Ägypten-Feldzug (1798–1801) erreichte Ägypten seit Beginn der Dynastie des Muhammad Ali 1805 einige Macht als eigenständiges Vize-Königreich innerhalb des Osmanischen Reiches. Es modernisierte seine Verwaltung und Wirtschaft, ging jedoch in Folge seiner kostspieligen Beteiligung am Bau des Sueskanals (1859–1869) bankrott und geriet in ausländische, neben französische vor allem britische Abhängigkeit. Es folgte die Britische Herrschaft in Ägypten von 1882 bis zur Unabhängigkeit des Königreichs Ägypten 1922.

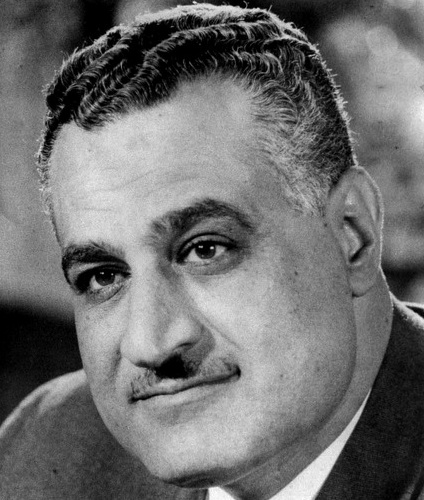
Ägyptens prägender Präsident Gamal Abdel Nasser (1968): unter ihm blieben die diplomatischen Beziehungen zu Portugal zwischen 1963 und 1975 unterbrochen.

Mindestens seit 1888 hatte in Kairo bereits ein portugiesisches Generalkonsulat bestanden, das 1938 wieder geschlossen worden war. Mit Beschluss vom 24. November 1942 eröffnete Portugal in Kairo dann sein Generalkonsulat neu, das dem Portugiesischen Botschafter in der Türkei zunächst unterstellt blieb. Am 18. Juni 1953 wurde die Republik Ägypten ausgerufen, Portugal erkannte sie am 24. Juni 1953 an. Am 1. Februar 1958 wurde die ägyptisch-syrische Vereinigte Arabische Republik gegründet, die Portugal am 25. Februar 1958 anerkannte. Am 9. Februar 1960 akkreditierte sich erstmals ein portugiesischer Vertreter an der zur Botschaft erhobenen Vertretung in Kairo.
Während ab dem Ende des Zweiten Weltkriegs (1945) die allgemeine Dekolonisation Afrikas seit Ende der 1950er Jahre immer schneller voranschritt, hielt das kolonialistische Estado Novo-Regime unter Diktator Salazar starr an seiner Idee eines über Jahrhunderte über mehrere Erdteile gewachsenen Portugals fest. Als Portugal die immer massiver aufbegehrenden Unabhängigkeitsbewegungen unterdrückte und als Folge ab 1961 die Portugiesischen Kolonialkriege in den afrikanischen Überseeprovinzen ausbrachen, verschlechterten sich die Beziehungen Portugals auch zu Ägypten unter seinem panafrikanisch orientierten Präsidenten Nasser. Am 30. Juni 1963 brachen sie ihre diplomatischen Beziehungen ab.
Die linke, antiimperialistisch ausgerichtete Nelkenrevolution setzte der Diktatur in Portugal am 25. April 1974 ein Ende. In der Folge beendete Portugal seine Kolonialkriege, entließ seine Kolonien 1975 in die Unabhängigkeit und richtete seine Außenpolitik neu aus. Am 25. Februar 1975 nahmen Ägypten und Portugal ihre diplomatischen Beziehungen wieder auf.
Seither nähern sich beide Staaten immer weiter an. Am 31. März 1981 unterzeichneten sie in Kairo ein Kultur-, Wissenschafts- und Technik-Kooperationsabkommen, am 2. März 1983 folgte an gleicher Stelle ein Handelsabkommen und Kooperationsabkommen im Tourismusbereich. Erneut in Kairo, am 2. April 1993, unterzeichneten sie ein weiteres Kooperationsabkommen in Wirtschaft, Industrie und technisch-wissenschaftlicher Zusammenarbeit, und acht Tage später wieder dort ein gegenseitiges Investitionsschutzabkommen.
Seither nehmen auch gegenseitige Staatsbesuche zu, insbesondere seit den 2000er Jahren auf Ministerebene. Am 13. Juni 2016 traf dann Ägyptens Präsident Abd al-Fattah as-Sisi den portugiesischen Außenminister Augusto Santos Silva in Ägypten, der ihm dabei auch eine Einladung des portugiesischen Präsidenten Marcelo Rebelo de Sousa zu einem Staatsbesuch nach Portugal übergab. Am 21. und 22. November 2016 erfolgte der Gegenbesuch as-Sisis nach Portugal, wo er neben Staatspräsident Rebelo de Sousa u. a. auch Premierminister António Costa, den Präsidenten des Portugiesischen Parlaments, Eduardo Ferro Rodrigues, und den Bürgermeister Lissabons, Fernando Medina Maciel Almeida Correia traf.

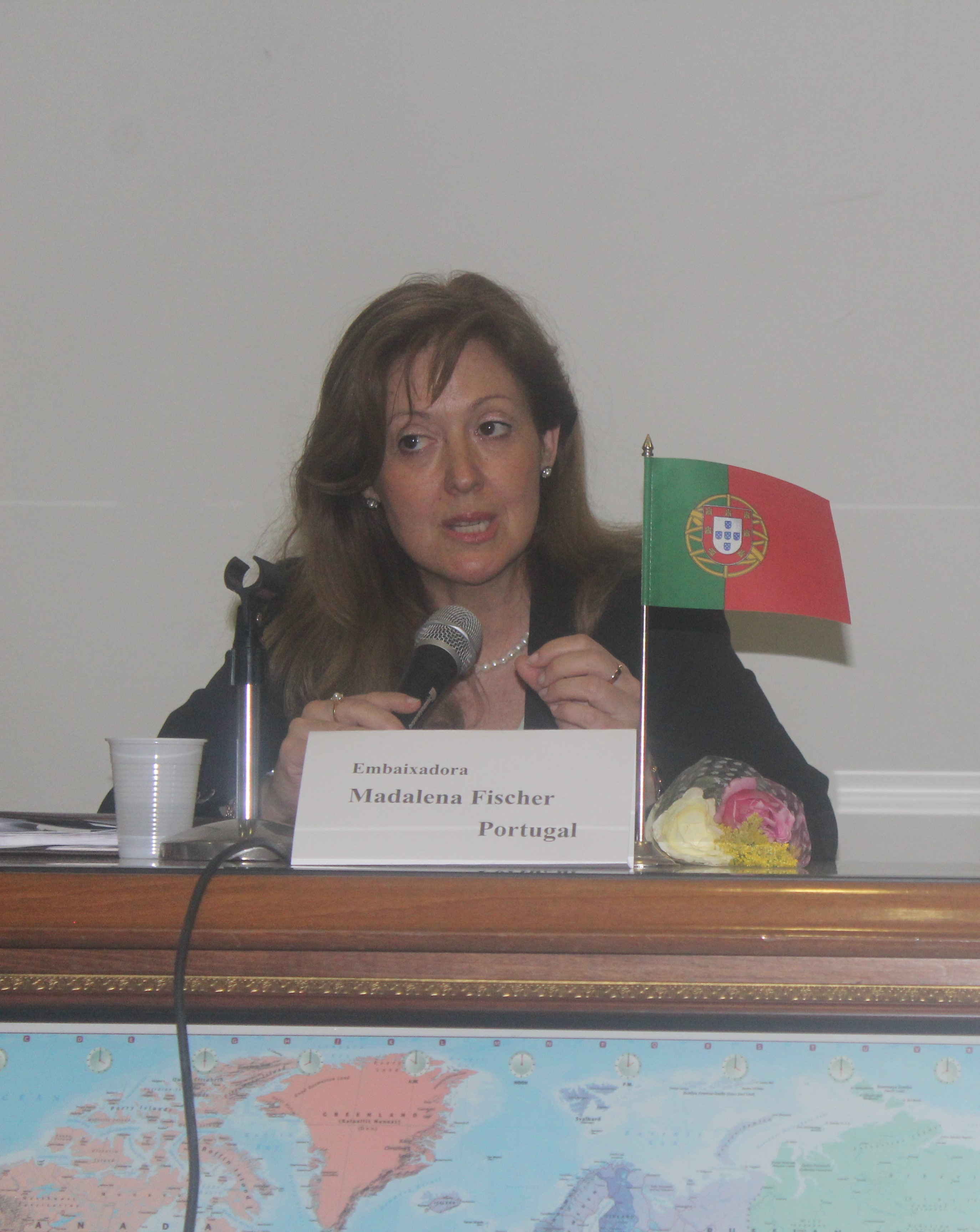
Portugals Botschafterin in Kairo ist seit 2015 Maria Madalena Fischer.

## Migration
Im Jahr 2019 waren 475 ägyptische Staatsbürger in Portugal gemeldet, davon mit 311 die meisten im Distrikt Lissabon. Im Gegenzug waren 342 portugiesische Staatsbürger in Ägypten konsularisch registriert. Es handelt sich dabei nur am Rand um klassische Arbeitsmigration: die Summe der Rücküberweisungen 2019 von Ägypten nach Portugal betrug lediglich 430.000 Euro, in der Gegenrichtung waren es mit 540.000 Euro kaum mehr.

## Diplomatie
Ägypten führt eine eigene Botschaft in der portugiesischen Hauptstadt Lissabon. Konsulate darüber hinaus bestehen hier nicht (Stand 2019).
Portugal unterhält seinerseits eine eigene Botschaft in der ägyptischen Hauptstadt Kairo. Dazu ist in der nordägyptischen Hafenstadt Alexandria ein portugiesisches Honorarkonsulat eingerichtet (Stand 2020).

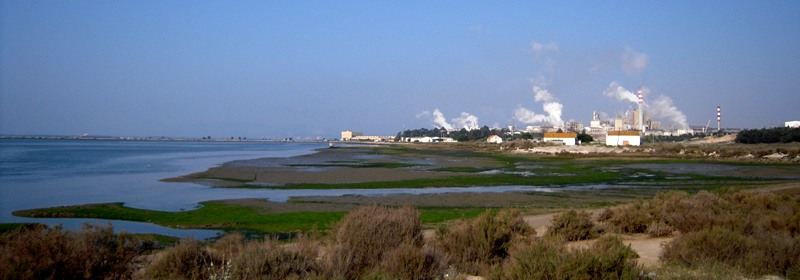
Papierfabrik der Portucel Soporcel in Setúbal: Papier und Zellstoff sind das bedeutendsten Einzel-Exportgut Portugals nach Ägypten, von wo als wichtigstes Exportgut Leder und Häute für die Schuhindustrie nach Portugal kommen.

## Wirtschaft
Das Handelsvolumen zwischen Ägypten und Portugal belief sich im Jahr 2019 auf 289,796 Mio. Euro (2018: 227,470 Mio.; 2017: 218,435 Mio.; 2016: 192,628 Mio.; 2015: 194,063 Mio.), traditionell mit einem Handelsbilanzüberschuss zu Gunsten Portugals. 329 portugiesische Unternehmen waren zuletzt im Handel mit Ägypten tätig (2016).
Damit stand Ägypten im portugiesischen Außenhandel an 22. Stelle als Abnehmer und an 65. Stelle als Lieferant (2019), während Portugal im ägyptischen Außenhandel damit an 42. Stelle als Abnehmer und an 52. Stelle als Lieferant stand (2017).
2019 importierte Ägypten Waren im Wert von 226,067 Mio. Euro aus Portugal (2018: 133,601 Mio.; 2017: 119,603 Mio.; 2016: 114,052 Mio.; 2015: 103,134 Mio.), darunter 51,7 % Papier und Zellulose, 9,0 % Kraftstoffe, 8,9 % chemisch-pharmazeutische Produkte, 7,6 % Maschinen und Geräte, 5,4 % Minerale und Erze, und 3,9 Metallerzeugnisse.
Portugal führte gleichzeitig aus Ägypten Waren im Wert von 63,729 Mio. Euro ein (2018: 93,869 Mio.; 2017: 98,832 Mio.; 2016: 78,576 Mio.; 2015: 90,929 Mio.), davon 28,9 % Leder und Häute, 21,0 % Metallerzeugnisse, 16,1 % textile Stoffe, 11,4 % chemisch-pharmazeutische Produkte, 10,5 % Kunststoffe und Gummi, und 5,1 % Lebensmittel.
Die portugiesische Außenhandelskammer AICEP unterhält ein Vertretungsbüro an der portugiesischen Botschaft in Kairo.

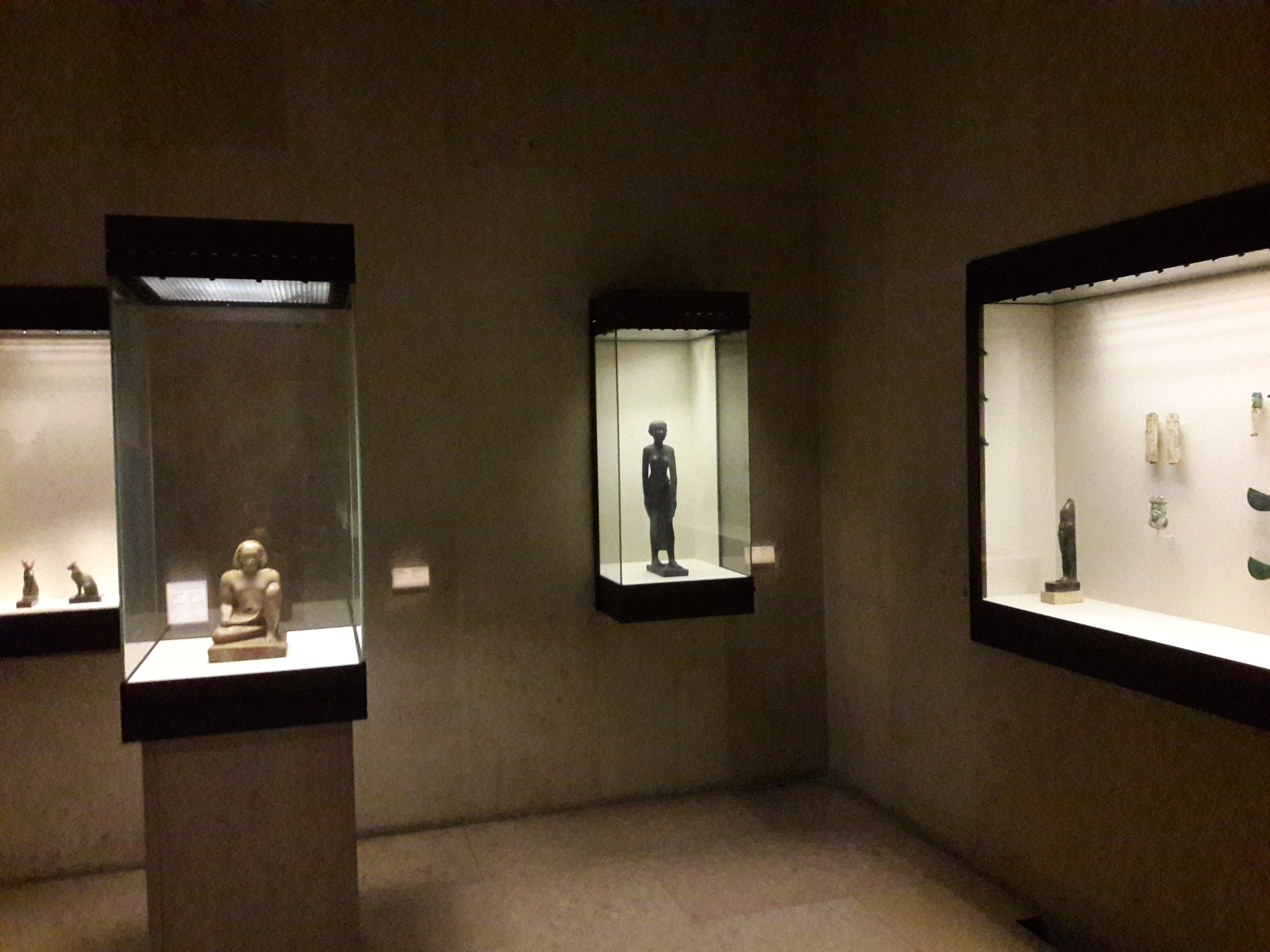
Antike ägyptische Ausstellungsstücke in der Lissabonner Gulbenkian-Museum.

## Kultur
Das portugiesische Kulturinstitut Instituto Camões ist in Ägypten präsent, u. a. mit Kooperationen und einem Lektorat an der Ain-Schams-Universität in Kairo. Es unterhält auch eigene Einrichtungen an der portugiesischen Botschaft in Kairo, wo sie Veranstaltungen, Sprachkurse u. a. ausrichtet.
Die ägyptisch-portugiesische Freundschaftsgesellschaft Associação Cultural de Amizade Portugal-Egipto wurde 1996 in Lissabon gegründet. Neben dem Mitglieder-Rundbrief (Boletim) gab sie mit Hapi eine eigene Zeitschrift heraus, die inzwischen nicht mehr erscheint.
1981 unterzeichneten Ägypten und Portugal ein Kooperationsabkommen in den Bereichen Kunst, Kultur und Wissenschaft, und ein Kooperationsabkommen im Bereich Radio und Fernsehen.

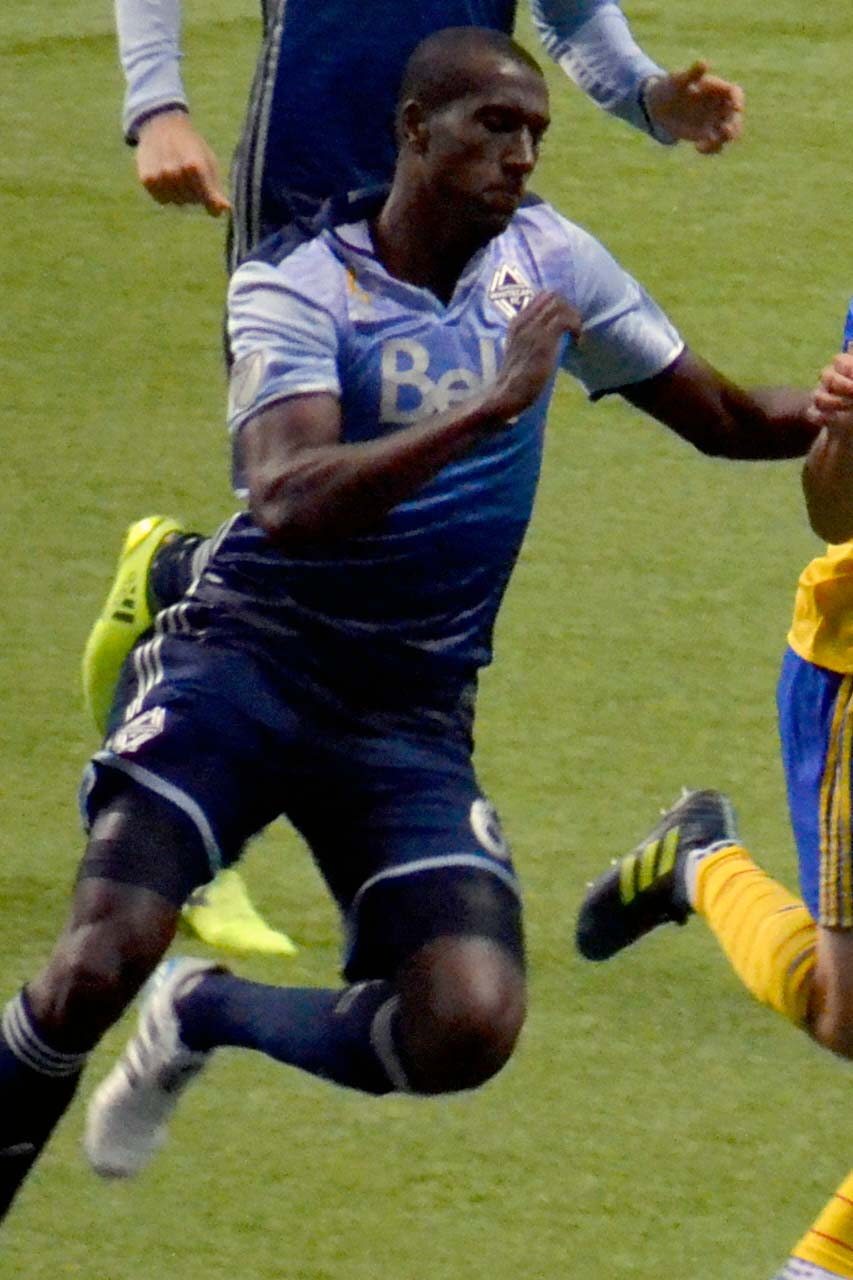
Ali Ghazal im Trikot der Vancouver Whitecaps (2017). Danach wechselte der ägyptische Nationalspieler zum CD Feirense nach Portugal.

2009 drehte der portugiesische Regisseur Sérgio Tréfaut den Dokumentarfilm A Cidade dos Mortos über den Kairoer Friedhof Stadt der Toten, der als größter Friedhof der Welt gilt und auf dem bis zu einer Million Menschen leben. Der Film entstand auch in ägyptischer Ko-Produktion und erschien in arabischem Originalton mit portugiesischen Untertiteln.
Der bedeutende portugiesische Schriftsteller Eça de Queiroz (1845–1900) bereiste Ägypten ausgiebig im Jahr 1869, als er anlässlich der Eröffnung des Sueskanals dorthin kam, um für eine Zeitung aus Évora darüber zu berichten. Er schrieb seine Eindrücke und Gedanken nieder. Sie wurden erst 1926 posthum von seinem Sohn unter dem Titel O Egipto (portugiesisch für: Ägypten) herausgegeben und seither mehrfach wiederveröffentlicht.

## Sport

### Fußball
Die Ägyptische Fußballnationalmannschaft und die Portugiesische Nationalelf der Männer sind bisher viermal aufeinander getroffen, mit einem ägyptischen und drei portugiesischen Siegen. Erstmals spielten sie am 4. Juni 1928 in Amsterdam gegeneinander, das Viertelfinalspiel bei Olympia 1928 ging 2:1 für Ägypten aus. Mit Carlos Queiroz (2021–2022) und Rui Vitória (2022–2024) waren bereits zwei Portugiesen Trainer der ägyptischen Auswahl. 
Die Ägyptische und die Portugiesische Frauen-Nationalelf trafen bisher noch nicht zusammen. Am Algarve-Cup haben die Ägypterinnen bisher nicht teilgenommen (Stand Ende 2020).
Gelegentlich treten portugiesische Spieler auch in Ägypten an, so Edson Rolando Silva Sousa, der 2005/06 für den al Zamalek SC auflief. Der portugiesische Trainer Nelo Vingada war mehrmals in Ägypten tätig, und Trainer Jaime Pacheco wurde zweimal Meister mit al Zamalek. Seit Anfang 2023 trainiert Pacheco den Hauptstadtklub Pyramids FC. Auch bei anderen ägyptischen Klubs waren schon häufiger portugiesische Trainer tätig, etwa beim Pharco FC, den nach Rui Águas (2017) bereits zwei weitere Portugiesen trainierten.
Dagegen treten ägyptische Spieler häufiger für portugiesische Vereine an, darunter Nationalspieler wie Ali Ghazal, der einige Jahre für Nacional Funchal spielte und 2019 bei CD Feirense unterschrieb. In der Saison 2014/15 spielten besonders viele Nationalspieler Ägyptens in Portugal, so Shikabala und Rami Rabia bei Sporting Lissabon, Saleh Gomaa bei Nacional Funchal, und Marwan Mohsen beim Gil Vicente FC. Ahmed Hassan begann seine Profilaufbahn 2011 in Portugal.

### Andere
Die ägyptische Tischtennisspielerin Hana Goda gewann bei den Jugend-Weltmeisterschaften 2021 im portugiesischen Vila Nova de Gaia Silber im Einzel und Gold im Doppel.
Der ägyptische Tennisspieler Tamer El Sawy und der Portugiese Nuno Marques gewannen das ATP Challenger Barcelona-2 1997 als Doppel-Team.